# Гармелервард
Гармелервард (нід. Harmelerwaard) — селище в нідерландській провінції Утрехт. Входить до муніципалітету Вурден. Наразі у ньому нараховується близько 80 будинків.